# Testarossa
Testarossa – singel polskiego rapera Wiatr (gościnnie: be vis oraz Sobel). Teledysk z tą piosenką został opublikowany na YouTube 11 sierpnia 2020 roku.

## Przyjęcie
Utwór zdobył ponad 60 milion wyświetleń w serwisie YouTube oraz ponad 40 milionów odsłuchań w serwisie Spotify.

## Personel
Opracowano na podstawie opisu teledysku na YouTube.
- Wiatr, be vis, Sobel – słowa, rap
- Hubi – produkcja muzyczna
- Kooza – reżyseria teledysku
- Kooza – realizacja nagrań
- Adrian "Repeat" Kruk – miksowanie, mastering

## Certyfikaty i sprzedaż
| Data             | Certyfikat ZPAV    | Sprzedaż |
| ---------------- | ------------------ | -------- |
| 2 grudnia 2020   | platynowa płyta    | 20 000+  |
| 13 stycznia 2021 | 2× platynowa płyta | 40 000+  |
| 10 lutego 2021   | 3× platynowa płyta | 60 000+  |
| 21 kwietnia 2021 | 4× platynowa płyta | 80 000+  |
| 26 maja 2021     | diamentowa płyta   | 100 000+ |